# Sorrell and Son
Sorrell and Son is een Amerikaanse dramafilm uit 1927 van Herbert Brenon. Het verhaal is gebaseerd op de gelijknamige roman van Warwick Deeping. De film werd genomineerd voor de Academy Award voor Beste Regisseur in 1928. Tevens kende de film een nieuwe versie in 1933 en werd in 1984 ook in een televisieserie gegoten.

## Verhaal
Wanneer Dora besluit om Kit en Stephen alleen achter te laten, staat Stephen alleen voor de opvoeding van zijn zoon. Zowel zijn gezondheid als zijn waardigheid kwijnen langzaamaan weg als alleenstaande ouder. Om het ook voor Kit gemakkelijk te houden vertelt Stephen dat zijn moeder overleden is, maar wanneer deze plots terug opduikt moet Stephen een aantal knopen doorhakken.

## Rolverdeling
| Acteur          | Personage                                  |
| --------------- | ------------------------------------------ |
| H. B. Warner    | Stephen Sorrell                            |
| Anna Q. Nilsson | Dora Sorrell                               |
| Mickey McBan    | Kit (als kind)                             |
| Carmel Myers    | Flo Palfrey                                |
| Lionel Belmore  | John Palfrey                               |
| Norman Trevor   | Thomas Roland                              |
| Betsy Ann Hisle | Molly                                      |
| Louis Wolheim   | Buck                                       |
| Nils Asther     | Christopher 'Kit' Sorrell (als volwassene) |